# Ингмар Бергман
Ернст Ингмар Бергман (швед. Ernst Ingmar Bergman; Упсала, 14. јул 1918 — Фаро, 30. јул 2007) био је шведски филмски, позоришни и телевизијски режисер, сценариста и продуцент. Признат је као један од највештијих и најутицајнијих филмских режисера свих времена.
Режирао је преко 60 филмова и документарних филмова за биоскопска издања и телевизију, за коју је већину написао сценарио. Такође је режирао преко 1070 позоришних представа. Глумци који су глумили у његовим филмовима су: Харијет Андерсон, Лив Улман, Гунар Бјернстранд, Биби Андерсон, Ерланд Јосефсон, Ингрид Тулин и Макс фон Сидоу. Његови филмови се обично баве смрћу, болешћу, вером, издајом, суморношћу и лудилом.

## Младост
Ингмар Бергман је рођен у Упсали у Шведској као син Ерика Бергмана, лутеранског свештеника, а касније капелана краља Шведске и Карин, медицинске сестре која је, такође, имала валонске корене. Одрастао је са својим старијим братом Дагом и сестром Маргаритом окружен верском сликом и дискусијом. Његов отац је био конзервативан парохијски свештеник са строгим родитељским васпитавањем. Ингмар је затваран у мрачним орманима за "прекршаје", као што је енуреза. „Док је отац проповедао, молио, певао или слушао“, Ингмар је написао у својој аутобиографској књизи Чаробна лампа:
Посветио сам интерес мистерији црквеног света малих лукова, дебелих зидова, мирису вечности, обојених сунчевих светлости изнад најчуднијих вегетација средњовековних слика и урезаних фигура на плафонима и зидовима. Било је свега што једна машта може да пожели — анђели, свеци, змајеви, пророци, ђаволи, људи.
Иако је одрастао у побожном лутеранском домаћинству, Бергман је касније изјавио да је веру изгубио у осмој години живота и да се само нагодио са овом чињеницом док је режирао филм Зимско светло. Бергманово интересовање за позориште и филм почело је рано: „У деветој години, мењао је оловне војнике за чаробну лампу, која је променила ток његовог живота. У току године, он је створио, играјући се са својим играчкама, приватни свет у којем се осећао потпуно као код куће. Правио је сопствене декорације, марионете и светлосне ефекте дајући марионетама улоге у Стриндберговим позоришним комадима у којима је он говорио у свим деловима.”
Године 1936, у својој 18. години, послат је у Немачку на летњи распуст са породичним пријатељима. Присуствовао је митингу нациста у Вајмару на којем је видео Адолфа Хитлера. Касније је написао у Чаробној лампи о посети Немачкој, описујући како је немачка породица ставила портрет Адолфа Хитлера на зид изнад његовог кревета и да је „много година био на страни Хитлера, одушевљен његовим успехом и тужан због његових пораза.“ Бергман је прокоментарисао да је „Хитлер био невероватно харизматичан. Електрификовао је публику... Нацизам који сам видео изгледао је забавно и младалачки“. Бергман је служио два од пет месеци обавезног војног рока.
Године 1937. уписао је уметност и књижевност на Стокхолском универзитету. Већину времена провео је у студентском позоришту и постао је "прави филмски зависник". Иако није дипломирао, написао је бројне позоришне представе, као и опере, и постао асистент режисера у позоришту. 1942. године понуђено му је да режира једну од својих представа, Каспарова смрт. Представу су видели чланови Svensk Filmindustri продукцијске куће, који су затим Бергману понудили место сценаристе. 1943. године оженио је Елсу Фишер.

## Каријера

### Филмски рад
Бергманова филмска каријера почела је 1941. са његовим преуређеним сценаријима, али његов први успех био је 1944. када је написао сценарио за Мучење, фулм у режији Алфа Шеберга. Упоредо са писањем сценарија, такође је добио место асистента режисера за филм. У својој другој аутобиографској књизи, Слике: Мој живот у филму, Бергман описује снимање спољашности као његов стварни филмски редитељски деби. Међународни успех овог филма даје Бергману прву прилику да режира годину дана касније. Током наредних десет година, режирао је и написао више од десет филмова укључујући Затвор из 1949, Струготине и шљокице и Лето са Моником оба филма из 1953. године.
Бергманов први остварени светски успех је филм Осмеси летње ноћи из 1955, који је добио награду Најбољи поетски хумор и био номинован за Златну палму наредне године. Успех је праћен филмовима Седми печат и Дивље јагоде, приказани у Шведској 1957. године. Седми печат је добио специјалну награду жирија и био номинован за Златну палму у Кану, а Дивље јагоде бројне награде за Бергмана и Виктора Шестрема. Одд почетка 1960-их, већину свог живота провео је на шведском острву Фаро, где је снимио неколико филмова.
У раним 1960-им режирао је три филма који истражују тему вере и сумње у Бога Кроз мрачно стакло из 1961, Зимско светло из 1962. и Тишина из 1963. године. Критичари су створили утисак да је заједничка тема у ова три филма направила од њих трилогију или синематски триптих. Бергман је у почетку одговорио да није имао намеру да од ова три филма направи трилогију и да није могао да види било какве заједничке мотиве у њима, али је касније изгледало да је усвојен утисак, са неким двосмисленостима. 1964. године снимио је Све те жене, пародију филма Осам и по.
Године 1966. режирао је Персону, филм за који он сматра да је једно од његових најзначајнијих дела. Док је шокантно експериментални филм добио неколико награда, многи сматрају филм његовим ремек-делом. Остали значајни филмови из периода укључују Девичански извор из 1960, Вучје време, Срам оба филма из 1968. и Страст из 1969. године. Филмове које је снимао за шведску телевизију су Призори из брачног живота из 1973. и Чаробна фрула из 1975. године.
Након његовог хапшења 1976. због утаје пореза, Бергман је изјавио да више неће снимати филмове у Шведској. Затворио је филмски студио на острву Фаро и отишао је у изгнанство. Укратко је размотрио могућност да ради у Америци и његов следећи филм, Змијско јаје из 1977. године је био у немачко-америчкој продукцији и његов други филм на енглеском језику (први је био Додир из 1971). Годину дана касније снимио је филм Јесења соната у главној улози са Ингрид Бергман. Други филм које је режирао је Из живота марионета из 1980. године у британско-немачкој продукцији.
Године 1982. привремено се вратио у домовину да режира Фани и Александар. Бергман је изјавио да ће филм бити његов последњи филм, и да ће се после тога преокренуто позоришној режији. Од тада, написао је неколико филмских сценарија и режирао бројне телевизијске специјале. Као и код претходног рада за телевизију, неке од тих продукција су касније издате за позориште. Последњи такав рад био је Сарабанда из 2003. године, наставак серије Призори из брачног живота; имао је 84 година када је режирао филм.

#### Репертоарна дружина
Бергман је окупио личну "репертоарну дружину" шведских глумаца које је често ангажовао у филмовима, укључујући Макса фон Сидоуа, Биби Андерсон, Харијет Андерсон, Ерланда Јосефсона, Ингрид Тулин, Гунел Линдблом, Бенгта Екерота, Ендерса Ека и Гунара Бјернстранда, од којих су сви глумили у бар пет Бергманових филмова. Норвешка глумица Лив Улман, која се појавила у девет Бергманових филмова и на једном ТВ филму (Сарабанда), била је посљедња која се придружила дружини (1966. у филму Персона), а после је постала најближа Бергманова сарадница, уметнички и лично. Заједно су добили ћерку, Лин Улман (рођена 1966).
Бергман је 1953. године започео сарадњу са својим сниматељем Свеном Никвистом. Обојица су развила и задржала одличан радни однос због чега Бергман није морао бринути око композиције кадра све до дана пре него што се сними. На јутарњем снимању, кратко би се обратио Никвисту око угођаја и композиције којима се надао, те оставио Никвисту да ради без ометања или коментара.

#### Финансирање
Према Бергмановим речима, никада није имао проблема са финансирањем. Навео је два разлога: први, то што није живио у САД, које је видео као опседнуте зарадом; и друго, то што су његови филмови били нискобуџетни. (Крици и шапутања, на пример, су довршени са око 450.000 долара, док су Призори из брачног живота, шестоделни телевизијски филм, коштали само 200.000 долара.)

#### Техника
Бергман је често сам писао своје сценарије, размишљајући о њима месецима или годинама пре почетка процеса писања, који је сматрао досадним. Његови рани филмови су пажљиво структурирани, те су темељени на његовим позоришним комадима или сценаријима које је написао у сарадњи са другим ауторима. Бергман је изјавио да је у својим каснијим радовима допуштао својим глумцима да остваре своје визије које нису биле у складу са његовима, нагласивши да су резултати често били "катастрофални" кад то не би учинио. Како је његова каријера напредовала, Бергман је све више допуштао глумцима да импровизирају у својим дијалозима. У својим посљедњим филмовима је написао само идеје информисајући о сцени и допуштао глумцима да одлуче о коначним дијалозима. Након што би прегледао грубе снимке, Бергман је наглашавао важност да се буде критичан, али неемотиван, тврдећи да се питао не да ли је његов рад сјајан или ужасан, него да ли је довољан или би требало да буде поново снимљен.

#### Теме
Бергманови филмови често говоре о егзистенцијалним питањима смртности, усамљености и вери. Иако су његове теме мисаоне, сексуална жеља се често налазила на истакнутом месту, било да је окружење било средњовјековна куга (Седми печат), живот имућне породице почетком 20. века (Фани и Алеxандар) или савремено отуђење (Тишина). Његови женски ликови обично су свеснији своје сексуалности него мушки, те је се не боје изразити. У интервјуу за Плејбој 1964. године Бергман је рекао: „Манифестација сексуалности је јако важна, те посебно мени, изнад свега, не желим снимати тек интелектуалне филмове. Желим да публика осети моје филмове. То је за мене много важније него да их разумије.“ Филм, каже Бергман, је била његова захтевна љубавница.

#### Бергманови погледи на своју каријеру
Кад су га питали о његовим филмовима, Бергман је рекао да Зимско светло, Персона и Крици и шапутања држи својим најбољим филмовима, иако је у интервјуу 2004. рекао како је био "депримиран" својим филмовима те да их више није могао гледати. У овим филмовима, рекао је, успео је довести медијум до његових граница. Бергман је у више прилика изјавио (на пример у књизи интервјуа Бергман на Бергману) да је Тишина означила крај ере кад су религијска питања заузимала истакнуто место у његовим филмовима.

### Позоришни рад
Иако је Бергман познат по свом доприносу у филму, цели свој живот био је активан и плодан као позоришни режисер. Током студија на универзитету у Стокхолму, постао је активан у свом студентском позоришту, где је убрзо стекао име. Након дипломе прво је радио као режисер-приправник у Стокхолмском позоришту. Са 26 година постао је најмлађи руководилац позоришта у Европи у позоришту у Хелсингборгу. У Хелсингборгу је остао 3 године, а након тога постао је режисер у позоришту у Гетеборгу од 1946. до 1949. године.
Године 1953, постао је режисер градског позоришта у Малмеу и тамо остао следећих седам година. Многи од његових славних глумаца били су људи са којима је почео да ради у позоришту, а део људи из "Бергманове трупе" из филмова из шездесетих дошло је из градског позоришта у Малмеу (Макс фон Сидоу, на пример). Од 1960. до 1966. радио је као режисер Краљевског драмског позоришта у Стокхолму, где је започео дугогодишњу сарадњу са кореографом Донијом Фјуер.
Након што је напустио Шведску због инцидента са утајом пореза, био је режисер Минхенског Residenz позоришта (1977—1984). Остао је активан у позоришту током целих деведесетих, а последња продукција била је Ибзенова Дивља патка у Краљевском драмском позоришту 2002. године.

### Оптужбе за утају пореза
Дана 30. јануара 1976. године, док је одржавао пробу Плес смрти Аугуста Стриндберга у Краљевском драмском позоришту, ухапшен је и оптужен за утају пореза. Догађај се кобно одразио на Бергмана. Због понижења је доживио живчани слом те је хоспитализован у стању тешке депресије.
Истрага се фокусирала на наводну трансакцију од 500.000 шведских круна 1970. између Бергманове шведске компаније Cinematograf и њене швајцарске подружнице Persona, која је углавном служила за исплату хонорара страним глумцима. Бергман је 1974. ликвидирао компанију у Швајцарској након упозорења Швајцарске централне банке и накнадно пријавио порез. 23. марта 1976. специјални тужилац Андерс Норденадлер је одбацио оптужбе против Бергмана, рекавши да наводни "криминал" нема законске основе, те га упоредио са случајем "подизања оптужнице против особе која краде властити ауто". Генерални директор Шведске порезне управе, Геста Екман, бранио је пропалу истрагу, говорећи да се истрага бавила озбиљним законским материјалом те да се према Бергману односило као према сваком другом осумњиченом. Изразио је жаљење након што је сазнао да је режисер напустио земљу, надајући се да је Бергман "снажнија" особа сада кад је истрага показала да није учинио ништа погрешно.
Иако су оптужбе одбачене, Бергман је и даље био неутешан, бојећи се да се никад више неће вратити режирању. На крају се опоравио од шока, али упркос молбама шведског премијера Улофа Палмеа, високих јавних фигура, и вођа филмске индустрије, заклео се да се никад више неће вратити у Шведску. Затворио је свој студио на острву Фаро, отказао два најављена филма и отишао у самовољни егзил у Минхен у Њемачкој. Хари Шеин, директор Шведског филмског института, проценио је тренутну штету проузроковану Бергмановим егзилом на десет милиона шведских круна и стотине изгубљених послова.

### Повратак
Иако је наставио да делује из Минхена, средином 1978. Бергман је надвладао своју огорченост према Шведској влади. У јулу те године се вратио у Шведску, прославивши 60. рођендан на Фароу и деломично наставио да ради као режисер у Краљевском драмском позоришту. Како би одао почаст његовом повратку, Шведски филмски институт је увео Награду Ингмар Бергман за животна достигнућа на подручју филма. Ипак, остао је у Минхену до 1984. У једном од посљедњих интервјуа са Бергманом, вођеном 2005. на острву Фаро, Бергман је рекао да је упркос активности у егзилу, изгубио осам година свог професионалног живота.
Од режирања се повукао крајем 2003. У октобру 2006. тешко се опорављао од операције кука. Умро је мирно у сну, у свом дому на Фароу, 30. јула 2007, у 89 години живота, исти дан кад је умро још један славни режисер, Микеланђело Антониони. Сахрањен је на острву 18. августа 2007. на приватној церемонији. Место на гробљу на острву Фаро припремљено је за њега под строгом тајном. Иако је сахрањен на острву Фаро, његово име и датум рођења уписан је под именом његове супруге на грубљу у Рослагсброу, неколико године пре његове смрти.
Шведска банка је 6. априла 2011. најавила да ће се Бергманов лик појавити на новчаници од 200 круна и да ће бити издата 2014. или 2015. године.

### Необјављени пројекти
Када је Бергман умро, велика архива пројеката донирана је Шведском филмском институту. Међу пројектима су неколико необјављених и недовршених сценарија за позориште и филм. Представа под називом Љубав без љубавника и са напоменом потпуна катастрофа! на коверти, никада није изведена; радња представе је о режисеру који нестаје и уреднику који покушава да заврши посао који је он остави недовршен. Остали отказани пројекти укључују сценарио за порнографски филм који је Бергман напустио мислећи да неће још дуго да живи, представа о канибалу, филм о Исусу, филм о Веселој удовици и представа под називом Од сперме до авета.

## Породица
Бергман се женио пет пута:
- 25. марта 1943 — 1945, са Елсом Фишер, кореографкињом и плесачицом (развод). Деца:
  - Лена Бергман, глумица, рођена 1943.
- 22. јул 1945 — 1950, са Еленом Лундстрем, кореографкињом и филмским режисером (развод). Деца:
  - Ева Бергман, филмски режисер, рођена 1950,
  - Јан Бергман, филмски режисер (1945—2000), и
  - близанци Матс и Ана Бергман, обоје глумци и филмски режисери, рођени 1948.
- 1951 — 1959, са Гуном Грут, новинарком (развод). Деца:
  - Ингмар Бергман млађи, авио капетан, рођен 1951.
- 1959 — 1969, са Каби Ларетеи, пијанисткињом (развод). Деца:
  - Данијел Бергман, филмски режисер, рођен 1962.
- 11. новембар 1971 — 20. мај 1995, са Ингрид фон Росен. Деца:
  - Марија фон Росен, писац, рођена 1959.

Прва четири брака окончана су разводом, док је последњи окончан смрћу његове жене од рака желуца 1995. године. Поред његових бракова, Бергман је имао љубавне везе са глумицама Хариет Андерсон (1952—1955), Биби Андерсон (1955—1959), и Лив Улман (1965—1970) са којом има ћерку Лин Улман. Укупно, Бергман има деветоро деце, од које је једно умрло пре њега. Бергман је био ожењен са свим мајкама своје деце осим са Лив Улман. Његова ћерка са његовом последњом супругом, Ингрид фон Росен, је рођена дванаест година пре њиховог брака.

## Колегијална критика и утицај
Многи режисери су похвалили Бергмана, а неки су навели његов рад као утицај на своје радове:
- Андреј Тарковски наводи Бергмана и Роберта Бресона као своја два омиљена режисера: „Ја сам само заинтересован за ставове две особе: једна особа је Бресон, а друга Бергман.” Бергманов утицај је био такав да је Тарковскијев последњи филм снимљен у Шведској у сарадњи са Свеном Никвистом, Бергмановим дугогодишњим сниматељем и Ерландом Јосефсоном, Бергмановим омиљеним глумцем. Бергман је исто тако имао велико поштовање према Тарковском, наводећи: ”Тарковски је за мене најбољи режисер.”[24]
- Педро Алмодовар[25]
- Жан-Лик Годар[26]
- Роберт Алтман[27]
- Оливије Асајас[28]
- Франсис Форд Копола[29] је изјавио: „Мој омиљени режисер свих времена јер је он оличење страсти, емоција и има топлину.”
- Гиљермо дел Торо је рекао: „Бергман као баснописац — мој омиљен — је апсолутно очаравајући.”[30]
- Асгар Фархади[тражи се извор]
- Тод Филд[31] је изјавио: „Био је човек који гради аквадукт наше кинематографије.”
- Вуди Ален[32] наводи Бергмана као „вероватно најбољег филмског уметника од проналаска филмске камере.”[33]
- Кшиштоф Кишловски[34] је изјавио: „Овај човек је један од неколико филмских режисера — вероватно једини на свету — који је рекао толико о људској природи као Достојевски и Ками.”
- Стенли Кјубрик[35] је изјавио: „Верујем да су Ингмар Бергман, Виторио Де Сика и Федерико Фелини једина три режисера у свету која нису само уметнички опортунисти. Под овим мислим да они не седе и не чекају добру причу да направе филм. Они имају тачку гледишта која је изражена изнова и изнова у њиховим филмовима, и они сами пишу или имају написане материјале за њих.”
- Анг Ли је изјавио: „За мене је Бергман најбољи режисер од свих.”[36]
- Франсуа Озон[28]
- Пак Чан Ук[28]
- Ерик Ромер је изјавио: „Седми печат је најлепши филм свих времена.”[28]
- Маржан Сатрапи[28]
- Мамору Оши[37]
- Пол Шредер је изјавио: „Не бих направио неки од мојих филмова или написао сценарио као што је Таксиста да није било за Ингмара Бергмана. Оно што је он оставио је наслеђе веће него од било ког режисера. Изванредна ствар која ће остати упамћена по Бергману је да је он учинио више него било ко други да биоскоп постане лични медијум и интроспективна вредност.”[38]
- Мартин Скорсезе је рекао: ”Ако сте били живи педесетих и шездесетих година и желели да направите филм, не видим како не можете бити по утицајем Бергмана.”[39]
- Стивен Спилберг је изјавио: „Његова љубав према филму скоро ми даје грижу савест.”[40]
- Сатјађит Рај[41] је изјавио: „Бергман је тај којим сам и даље опчињен. Мислим да је изванредан.”
- Андре Тешине[28]
- Лив Улман[42]

## Награде

### Оскар
Бергман је 1971. године добио меморијалну награду "Ирвинг Талберг" за животно дело на додели Оскара. Три његова филмова освојила су "Оскара" за најбољи страни филм. Листа његових номинација и награда је следећа:
- Награђен: најбољи страни филм, Девичански извор, 1960
- Награђен: најбољи страни филм, Кроз тамно огледало, 1961
- Награђен: најбољи страни филм, Фани и Александар, 1983
- Номинован: Најбољи оригинални сценарио, Дивље јагоде, 1957
- Номинован: Најбољи оригинални сценарио, Кроз тамно огледало, 1961
- Номинован: Најбољи оригинални сценарио, Крици и шапутања, 1974
- Номинован: Најбољи филм, Крици и шапутања, 1974
- Номинован: Најбољи режисер, Крици и шапутања, 1974
- Номинован: Најбољи режисер, Лицем у лице, 1976
- Номинован: Најбољи оригинални сценарио, Јесења соната, 1979
- Номинован: Најбољи оригинални сценарио, Фани и Александар, 1983
- Номинован: Најбољи режисер, Фани и Александар, 1983

### БАФТА награде
- Номинован: Најбољи филм из било ког извора, Мађионичар
- Номинован: Најбољи страни филм, Фани и Александар, 1983

### Берлински филмски фестивал
- Награђен: Златни медвед за најбољи филм, Дивље јагоде, 1957
- Номинован: Златни медвед за најбољи филм, Кроз тамно огледало, 1961
- Награђен: МКОБА награда, Кроз тамно огледало, 1961

### Награда Цезар
- Номинован: Најбољи страни филм, Чаробна фрула, 1976
- Номинован: Најбољи страни филм, Јесења соната, 1979
- Награђен: Најбољи страни филм, Фани и Александар, 1984
- Номинован: Најбољи Европски филм, Сарабанда, 2005

### Кански филмски фестивал
- Награђен: Најбољи поетски хумор, Осмеси летње ноћи, 1955
- Номинован: Златна палма, Осмеси летње ноћи, 1955
- Награђен: Специјална награда жирија, Седми печат, 1957
- Номинован: Златна палма, , Седми печат, 1957
- Награђен: Најбољи режисер, Ивица живота, 1958
- Номинован: Златна палма, Ивица живота, 1958
- Награђен: Специјално признање, Девичански извор, 1960
- Номинован: Златна палма, Девичански извор, 1960
- Награђен: Техничка награда жирија, Крици и шапутања, 1972
- Награђен: Награда за животно дело, 1998

### Награда Златни глобус
- Награђен: Најбољи страни филм, Дивље јагоде, 1960
- Награђен: Најбољи страни филм, Девичански извор, 1960
- Награђен: Најбољи страни филм, Призори из брачног живота, 1974
- Награђен: Најбољи страни филм, Лицем у лице, 1976
- Награђен: Најбољи страни филм, Јесења соната, 1978
- Награђен: Најбољи страни филм, Фани и Александар, 1984
- Номинован: Најбољи страни филм, Срам, 1968
- Номинован: Најбољи страни филм, Крици и шапутања, 1973

### Награда Златна буба
- Награђен: Најбољи филм, Тишина, 1963
- Награђен: Најбољи режисер, Тишина, 1963
- Награђен: Најбољи филм, Персона, 1966
- Награђен: Најбољи филм, Крици и шапутања, 1972
- Награђен: Најбољи филм, Фани и Александар, 1982
- Награђен: Најбољи режисер, Фани и Александар, 1982
- Награђен: Најбољи сценарио, Најбоље намере, 1992

### Остале награде и признања
- Страни почасни члан Америчке академија уметности и науке, 1961
- Награда Дороти и Лилијан Гиш, 1995
- Командир легије части, 1985

## Изложбе
- Ингмар Бергман: Стваралац слике,[43] Московска кућа фотографије
- Ингмар Бергман: Човек који је постављао тешка питања,[44] Московска кућа фотографије

## Филмографија

### Редитељ
- 1946 -
- 1946 -
- 1947 -
- 1948 -
- 1948 -
- 1949 -
- 1949 -
- 1950 -
- 1950 -
- 1951 -
- 1952 -
- 1953 -
- 1953 -
- 1954 -
- 1955 -
- 1955 -
- 1957 -
- 1957 -
- 1957 -
- 1957 -
- 1958 -
- 1958 -
- 1958 -
- 1958 -
- 1960 -
- 1960 -
- 1960 -
- 1961 -
- 1963 -
- 1963 -
- 1963 -
- 1964 -
- 1965 - Don Juan, (ТВ серија)
- 1966 - Persona
- 1967 -
- 1968 -
- 1968 -
- 1969 - Fårödokument 1969
- 1969 -
- 1969 -
- 1971 -
- 1972 -
- 1973 -
- 1974 -
- 1975 -
- 1976 -
- 1977 -
- 1978 -
- 1979 - Fårö-dokument 1979
- 1980 -
- 1982 - Fanny och Alexander (Фани и Александар)
- 1983 -
- 1984 -
- 1984 -
- 1986 -
- 1986 -
- 1992 -
- 1993 -
- 1995 -
- 1997 -
- 2000 -
- 2003 -

### Писац
- 1944 -
- 1946 -
- 1946 -
- 1947 -
- 1947 -
- 1948 -
- 1948 -
- 1948 -
- 1949 -
- 1950 -
- 1950 -
- 1951 -
- 1951 -
- 1952 -
- 1953 -
- 1953 -
- 1954 -
- 1955 -
- 1955 -
- 1956 -
- 1957 -
- 1957 -
- 1957 -
- 1958 -
- 1958 -
- 1960 -
- 1961 -
- 1961 -
- 1963 -
- 1963 -
- 1963 -
- 1964 -
- 1966 -
- 1967 -
- 1968 -
- 1968 -
- 1969 -
- 1969 -
- 1970 -
- 1970 -
- 1971 -
- 1972 -
- 1973 -
- 1976 -
- 1977 -
- 1977 -
- 1978 -
- 1980 -
- 1982 -
- 1984 -
- 1984 -
- 1986 -
- 1990 -
- 1991 - "Goda viljan, Den" (мини ТВ серија)
- 1992 -
- 1992 -
- 1992 -
- 1995 -
- 1996 -
- 1997 -
- 2000 -
- 2002 -
- 2003 -
- 2005 - Бергманова соната

### Глумац
- 1944 -
- 1947 -
- 1949 -
- 1950 -
- 1952 -
- 1954 -
- 1955 -
- 1969 -
- 1969 -
- 1975 -
- 1997 -

### Продуцент
- 1957 -
- 1960 -
- 1966 -
- 1971 -
- 1977 -
- 1978 -
- 1979 -
- 1980 -
- 1981 -